# 2020-as Formula–1 stájer nagydíj
A stájer nagydíj volt a 2020-as Formula–1 világbajnokság második futama, amelyet 2020. július 10. és július 12. között rendeztek meg a Red Bull Ringen, Spielberg városában.
A verseny nem szerepelt az eredeti versenynaptárban, a koronavírusjárvány miatt került be utólag a törölt futamok egyikének pótlására. A futam helyszíne és egyéb paraméterei megegyeztek az előző hétvégén rendezett osztrák nagydíjéval, csupán a verseny neve változott. Ez volt az első alkalom a Formula–1 történetében, hogy két egymást követő hétvégén ugyanazon a versenypályán rendezzenek nagydíjat, továbbá az 1957-es pescarai nagydíj után a második alkalom, hogy egy futam egy tartomány nevét viselje.

## Választható keverékek
| Abroncs              | Friss | Használt |
| -------------------- | ----- | -------- |
| Kemény keverék (C2)  |       |          |
| Közepes keverék (C3) |       |          |
| Lágy keverék (C4)    |       |          |
| Átmeneti esőgumi (I) |       |          |
| Teljes esőgumi (W)   |       |          |

## Szabadedzések

### Első szabadedzés
A stájer nagydíj első szabadedzését július 10-én, pénteken délelőtt tartották, magyar idő szerint 11:00-tól.
| helyezés | versenyző        | csapat/motor          | elért idő  | különbség | futott kör |
| -------- | ---------------- | --------------------- | ---------- | --------- | ---------- |
| 1        | Sergio Pérez     | Racing Point-Mercedes | 1:04,867   | −         | 32         |
| 2        | Max Verstappen   | Red Bull-Honda        | 1:04,963   | +0,096    | 31         |
| 3        | Valtteri Bottas  | Mercedes              | 1:05,089   | +0,222    | 31         |
| 4        | Lewis Hamilton   | Mercedes              | 1:05,120   | +0,253    | 29         |
| 5        | Lance Stroll     | Racing Point-Mercedes | 1:05,396   | +0,529    | 36         |
| 6        | Alexander Albon  | Red Bull-Honda        | 1:05,483   | +0,616    | 28         |
| 7        | Carlos Sainz Jr. | McLaren-Renault       | 1:05,602   | +0,735    | 40         |
| 8        | Pierre Gasly     | AlphaTauri-Honda      | 1:05,698   | +0,831    | 27         |
| 9        | Daniel Ricciardo | Renault               | 1:05,769   | +0,902    | 31         |
| 10       | Sebastian Vettel | Ferrari               | 1:05,770   | +0,903    | 25         |
| 11       | Danyiil Kvjat    | AlphaTauri-Honda      | 1:05,815   | +0,948    | 28         |
| 12       | Charles Leclerc  | Ferrari               | 1:05,837   | +0,970    | 28         |
| 13       | Esteban Ocon     | Renault               | 1:05,874   | +1,007    | 35         |
| 14       | Lando Norris     | McLaren-Renault       | 1:05,908   | +1,041    | 25         |
| 15       | Kimi Räikkönen   | Alfa Romeo-Ferrari    | 1:06,441   | +1,574    | 23         |
| 16       | Romain Grosjean  | Haas-Ferrari          | 1:06,446   | +1,579    | 31         |
| 17       | Jack Aitken      | Williams-Mercedes     | 1:06,768   | +1,901    | 35         |
| 18       | Robert Kubica    | Alfa Romeo-Ferrari    | 1:06,797   | +1,930    | 31         |
| 19       | Nicholas Latifi  | Williams-Mercedes     | 1:09,598   | +4,731    | 6          |
| 20       | Kevin Magnussen  | Haas-Ferrari          | idő nélkül | –         | 3          |

### Második szabadedzés
A stájer nagydíj második szabadedzését július 10-én, pénteken délután tartották, magyar idő szerint 15:00-tól.
| helyezés | versenyző          | csapat/motor          | elért idő  | különbség | futott kör |
| -------- | ------------------ | --------------------- | ---------- | --------- | ---------- |
| 1        | Max Verstappen     | Red Bull-Honda        | 1:03,660   | −         | 27         |
| 2        | Valtteri Bottas    | Mercedes              | 1:03,703   | +0,043    | 36         |
| 3        | Sergio Pérez       | Racing Point-Mercedes | 1:03,877   | +0,217    | 43         |
| 4        | Lance Stroll       | Racing Point-Mercedes | 1:04,241   | +0,581    | 43         |
| 5        | Carlos Sainz Jr.   | McLaren-Renault       | 1:04,333   | +0,673    | 45         |
| 6        | Lewis Hamilton     | Mercedes              | 1:04,348   | +0,688    | 27         |
| 7        | Alexander Albon    | Red Bull-Honda        | 1:04,437   | +0,777    | 29         |
| 8        | Lando Norris       | McLaren-Renault       | 1:04,541   | +0,881    | 31         |
| 9        | Charles Leclerc    | Ferrari               | 1:04,706   | +1,046    | 35         |
| 10       | Esteban Ocon       | Renault               | 1:04,746   | +1,086    | 32         |
| 11       | Pierre Gasly       | AlphaTauri-Honda      | 1:04,757   | +1,097    | 37         |
| 12       | Danyiil Kvjat      | AlphaTauri-Honda      | 1:05,050   | +1,390    | 34         |
| 13       | Kimi Räikkönen     | Alfa Romeo-Ferrari    | 1:05,152   | +1,492    | 23         |
| 14       | Antonio Giovinazzi | Alfa Romeo-Ferrari    | 1:05,365   | +1,705    | 36         |
| 15       | George Russell     | Williams-Mercedes     | 1:05,588   | +1,928    | 34         |
| 16       | Sebastian Vettel   | Ferrari               | 1:05,613   | +1,953    | 40         |
| 17       | Nicholas Latifi    | Williams-Mercedes     | 1:05,655   | +1,995    | 49         |
| 18       | Kevin Magnussen    | Haas-Ferrari          | 1:05,790   | +2,130    | 36         |
| 19       | Romain Grosjean    | Haas-Ferrari          | 1:06,096   | +2,436    | 38         |
| 20       | Daniel Ricciardo   | Renault               | idő nélkül | –         | 2          |

### Harmadik szabadedzés
A stájer nagydíj harmadik szabadedzését július 11-én, szombaton délben tartották volna, magyar idő szerint 12:00-tól, de az erős esőzés miatt végül törölték.

## Időmérő edzés
A stájer nagydíj időmérő edzését július 11-én, szombaton futották, magyar idő szerint 15:00-tól, esős körülmények között.
| helyezés              | rajtszám | versenyző          | csapat/motor          | 1. rész    | 2. rész  | 3. rész  | rajthely   | futott kör |
| --------------------- | -------- | ------------------ | --------------------- | ---------- | -------- | -------- | ---------- | ---------- |
| 1                     | 44       | Lewis Hamilton     | Mercedes              | 1:18,188   | 1:17,825 | 1:19,273 | 1          | 34         |
| 2                     | 33       | Max Verstappen     | Red Bull-Honda        | 1:18,297   | 1:17,938 | 1:20,489 | 2          | 34         |
| 3                     | 55       | Carlos Sainz Jr.   | McLaren-Renault       | 1:18,590   | 1:18,836 | 1:20,671 | 3          | 33         |
| 4                     | 77       | Valtteri Bottas    | Mercedes              | 1:18,791   | 1:18,657 | 1:20,701 | 4          | 34         |
| 5                     | 31       | Esteban Ocon       | Renault               | 1:19,687   | 1:18,764 | 1:20,922 | 5          | 33         |
| 6                     | 4        | Lando Norris       | McLaren-Renault       | 1:18,504   | 1:18,448 | 1:20,925 | 9[1]       | 34         |
| 7                     | 23       | Alexander Albon    | Red Bull-Honda        | 1:20,882   | 1:19,014 | 1:21,011 | 6          | 31         |
| 8                     | 10       | Pierre Gasly       | AlphaTauri-Honda      | 1:20,192   | 1:18,744 | 1:21,028 | 7          | 33         |
| 9                     | 3        | Daniel Ricciardo   | Renault               | 1:19,662   | 1:19,229 | 1:21,192 | 8          | 32         |
| 10                    | 5        | Sebastian Vettel   | Ferrari               | 1:20,243   | 1:19,545 | 1:21,651 | 10         | 33         |
| 11                    | 16       | Charles Leclerc    | Ferrari               | 1:20,871   | 1:19,628 |          | 14[2]      | 24         |
| 12                    | 63       | George Russell     | Williams-Mercedes     | 1:20,382   | 1:19,636 |          | 11         | 22         |
| 13                    | 18       | Lance Stroll       | Racing Point-Mercedes | 1:19,697   | 1:19,645 |          | 12         | 23         |
| 14                    | 26       | Danyiil Kvjat      | AlphaTauri-Honda      | 1:19,824   | 1:19,717 |          | 13         | 24         |
| 15                    | 20       | Kevin Magnussen    | Haas-Ferrari          | 1:21,140   | 1:20,211 |          | 15         | 22         |
| 16                    | 7        | Kimi Räikkönen     | Alfa Romeo-Ferrari    | 1:21,372   |          |          | 16         | 12         |
| 17                    | 11       | Sergio Pérez       | Racing Point-Mercedes | 1:21,607   |          |          | 17         | 12         |
| 18                    | 6        | Nicholas Latifi    | Williams-Mercedes     | 1:21,759   |          |          | 18         | 12         |
| 19                    | 99       | Antonio Giovinazzi | Alfa Romeo-Ferrari    | 1:21,831   |          |          | 19[3]      | 12         |
| 107%-os idő: 1:23,661 |          |                    |                       |            |          |          |            |            |
| NK                    | 8        | Romain Grosjean    | Haas-Ferrari          | idő nélkül |          |          | boxutca[4] | 1          |

Megjegyzés:
- ↑ 1:  — Lando Norris az első szabadedzésen sárga zászló hatálya alatt előzött, ezért 3 rajthelyes büntetést kapott a futamra.[5]
- ↑ 2:  — Charles Leclerc feltartotta Danyiil Kvjatot annak gyorskörén, ezért 3 rajthelyes büntetést kapott a futamra.[6]
- ↑ 3:  — Antonio Giovinazzi autójában sebességváltót cseréltek, ezért 5 rajthelyes büntetést kapott.[7] Végső rajthelyét ez nem befolyásolta.
- ↑ 4:  — Romain Grosjean nem tudott mért kört futni, így nem kvalifikálta magát a futamra, de megkapta a rajtengedélyt. Csapata azonban megsértette a parc fermé szabályait, így csak a boxutcából indulhatott.[7]

## Futam
A stájer nagydíj futama július 12-én, vasárnap rajtolt, magyar idő szerint 15:10-kor.
| helyezés | rajtszám | versenyző          | csapat/motor          | futott kör | idő/kiesés oka   | rajthely | abroncs | pont |
| -------- | -------- | ------------------ | --------------------- | ---------- | ---------------- | -------- | ------- | ---- |
| 1        | 44       | Lewis Hamilton     | Mercedes              | 71         | 1:22:50,683      | 1        |         | 25   |
| 2        | 77       | Valtteri Bottas    | Mercedes              | 71         | +13,719          | 4        |         | 18   |
| 3        | 33       | Max Verstappen     | Red Bull-Honda        | 71         | +33,698          | 2        |         | 15   |
| 4        | 23       | Alexander Albon    | Red Bull-Honda        | 71         | +44,400          | 6        |         | 12   |
| 5        | 4        | Lando Norris       | McLaren-Renault       | 71         | +1:01,470        | 9        |         | 10   |
| 6        | 11       | Sergio Pérez       | Racing Point-Mercedes | 71         | +1:02,387        | 17       |         | 8    |
| 7        | 18       | Lance Stroll       | Racing Point-Mercedes | 71         | +1:02,453        | 12       |         | 6    |
| 8        | 3        | Daniel Ricciardo   | Renault               | 71         | +1:02,591        | 8        |         | 4    |
| 9        | 55       | Carlos Sainz Jr.   | McLaren-Renault       | 70         | +1 kör           | 3        |         | 3[5] |
| 10       | 26       | Danyiil Kvjat      | AlphaTauri-Honda      | 70         | +1 kör           | 13       |         | 1    |
| 11       | 7        | Kimi Räikkönen     | Alfa Romeo-Ferrari    | 70         | +1 kör           | 16       |         |      |
| 12       | 20       | Kevin Magnussen    | Haas-Ferrari          | 70         | +1 kör           | 15       |         |      |
| 13       | 8        | Romain Grosjean    | Haas-Ferrari          | 70         | +1 kör           | boxutca  |         |      |
| 14       | 99       | Antonio Giovinazzi | Alfa Romeo-Ferrari    | 70         | +1 kör           | 19       |         |      |
| 15       | 10       | Pierre Gasly       | AlphaTauri-Honda      | 70         | +1 kör           | 7        |         |      |
| 16       | 63       | George Russell     | Williams-Mercedes     | 69         | +2 kör           | 11       |         |      |
| 17       | 6        | Nicholas Latifi    | Williams-Mercedes     | 69         | +2 kör           | 18       |         |      |
| ki       | 31       | Esteban Ocon       | Renault               | 25         | túlmelegedés     | 5        |         |      |
| ki       | 16       | Charles Leclerc    | Ferrari               | 4          | baleseti sérülés | 14       |         |      |
| ki       | 5        | Sebastian Vettel   | Ferrari               | 1          | baleseti sérülés | 10       |         |      |

Megjegyzés:
- ↑ 5:  — Carlos Sainz Jr. a helyezéséért járó pontok mellett a versenyben futott leggyorsabb körért további 1 pontot szerzett.

## A világbajnokság állása a verseny után
| H   | Versenyzők       | Pont | H   | Konstruktőrök         | Pont |
| --- | ---------------- | ---- | --- | --------------------- | ---- |
| 1.  | Valtteri Bottas  | 43   | 1.  | Mercedes              | 80   |
| 2.  | Lewis Hamilton   | 37   | 2.  | McLaren-Renault       | 39   |
| 3.  | Lando Norris     | 26   | 3.  | Red Bull-Honda        | 27   |
| 4.  | Charles Leclerc  | 18   | 4.  | Racing Point-Mercedes | 22   |
| 5.  | Sergio Pérez     | 16   | 5.  | Ferrari               | 19   |
| 6.  | Max Verstappen   | 15   | 6.  | Renault               | 8    |
| 7.  | Carlos Sainz Jr. | 13   | 7.  | AlphaTauri-Honda      | 7    |
| 8.  | Alexander Albon  | 12   | 8.  | Alfa Romeo-Ferrari    | 2    |
| 9.  | Pierre Gasly     | 6    | 9.  | Williams-Mercedes     | 0    |
| 10. | Lance Stroll     | 6    | 10. | Haas-Ferrari          | 0    |

(A teljes táblázat)

## Statisztikák
- Vezető helyen:
  - Lewis Hamilton: 64 kör (1-27 és 35-71)
  - Valtteri Bottas: 7 kör (28-34)
- Lewis Hamilton 89. pole-pozíciója és 85. futamgyőzelme.
- Carlos Sainz Jr. 1. versenyben futott leggyorsabb köre.
- A Mercedes 104. futamgyőzelme.
- Lewis Hamilton 152., Valtteri Bottas 47., Max Verstappen 32. dobogós helyezése.
- Lewis Hamilton az első versenyző lett, aki 14 egymást követő évben legalább egy alkalommal pole-pozíciót tudott szerezni,[9] továbbá a második versenyző Jack Brabham után, aki három évtizedben (2000-es évek, 2010-es évek, 2020-as évek) futamot tudott nyerni.[10]
- Az első Formula–1-es futam stájer nagydíj néven.